# اگر-یورد
اگر-یورد (ترکی آذربایجانی: Eger-Yurd) یک منطقهٔ مسکونی در جمهوری آرتساخ است که در استان شاهومیان واقع شده‌است.